# Hersilia asiatica
Hersilia asiatica är en spindelart som beskrevs av Song och Zheng 1982. Hersilia asiatica ingår i släktet Hersilia och familjen Hersiliidae. Inga underarter finns listade i Catalogue of Life.